# Messier 92
Messier 92 (M92 o NGC 6341) és un cúmul globular situat a la constel·lació d'Hèrcules. Va ser descobert per Johann Elert Bode el 1777 i independentment redescobert per Charles Messier el 18 de març de 1781.
M92 està situat a una distància d'uns 26.000 anys llum del sistema solar, es troba, per tant, una mica més allunyat que el seu veí M13, per la qual cosa el seu aspecte visual és menys impressionant per a la imatge fotogràfica o CCD que aquest últim. Presenta una important concentració d'estrelles en el seu centre. La massa del cúmul és molt elevada de quasi 300.000 masses solars. El cúmul s'aproxima a la Terra a una velocitat de 110 km/s.
La seva metal·licitat és extraordinàriament baixa, aproximadament una centèsima de la solar: això s'explicaria en ser un dels més vells de la nostra galàxia, ja que les seves estrelles components només contenien (originàriament) hidrogen i heli.

## Estrelles variables
La primera de les seves estrelles variables (V11) va ser descoberta per Wood el 1916; en l'actualitat (2007) són 28 les variables conegudes, de les quals només 17 són del tipus RR Lyrae i una (V7) és una cefeida amb un període igual a 1.0614 dies. Estranyament, no s'ha detectat ni una sola variable del tipus gegant vermella (possiblement a causa de la seva baixa metal·licitat), encara que els treballs fotomètrics de Violat (observatori astronòmic de Càceres) i Arranz (observatori astronòmic de Navas de Oro), a l'estiu de 2007, van ser esperançadors en analitzar gran quantitat d'estrelles vermelles amb una àmplia cobertura temporal i observacional. Els resultats preliminars (agost de 2007) van ser negatius: de 13 gegants vermelles estudiades cap n'ha mostrat oscil·lacions de lluentor.

## Observació
El M92 és un dels cúmuls globulars més brillants en l'hemisferi nord, però sovint és passat per alt pels astrònoms per la seva proximitat a un fins i tot més espectacular, l'M13. El cúmul és visible amb binoculars i té un aspecte de taca blanca difusa. Amb un telescopi de 200 mm se'n poden resoldre estrelles. La seva localització és molt difícil. Un mitjà per trobar-la seria en la meitat del segment que uneix les estrelles Iota i Eta de la constel·lació d'Hèrcules.